# 中梃

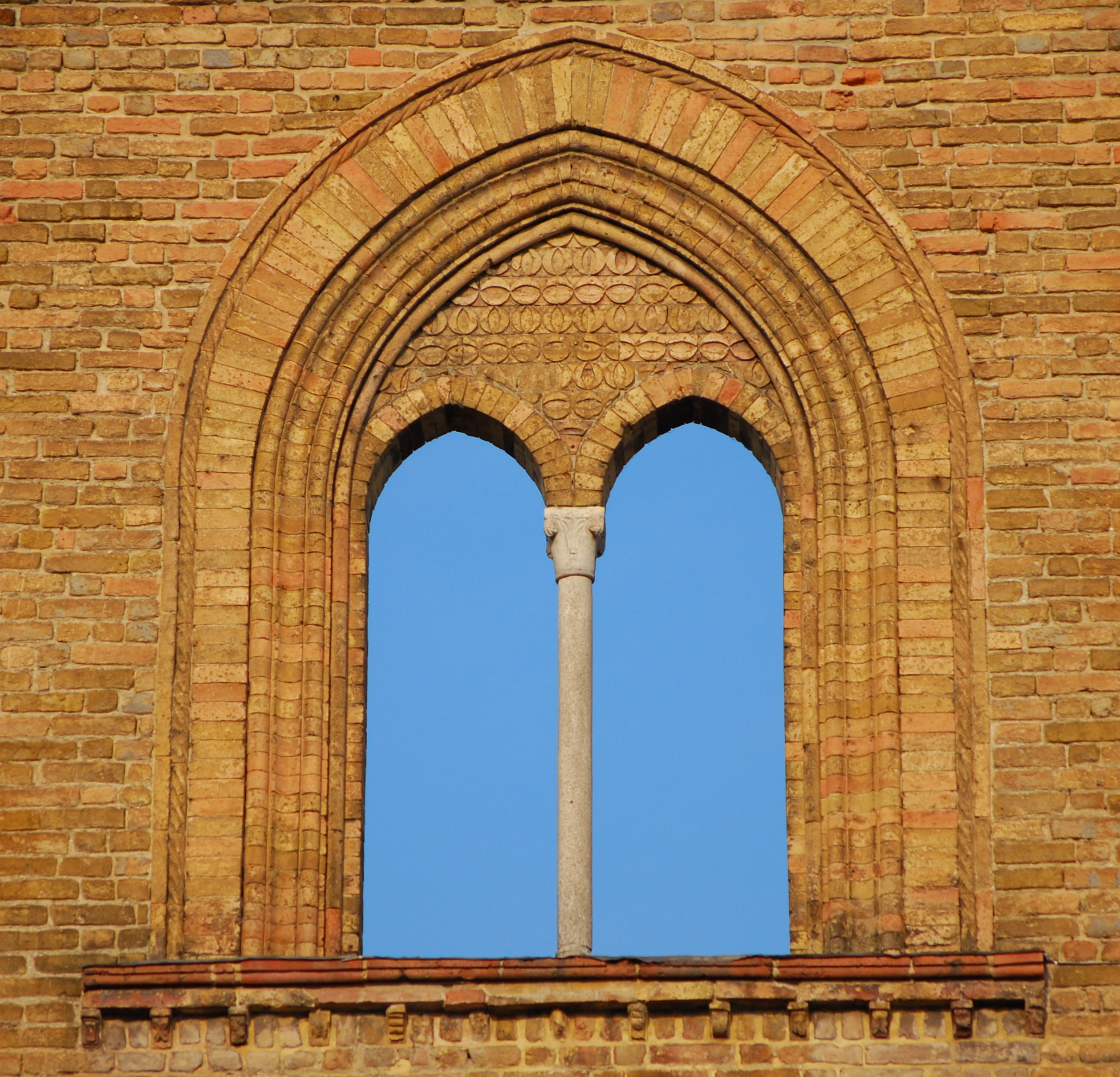
伦巴第洛迪圣弗朗西斯科教堂的中梃窗

中梃是在窗或幕墙的单元之间形成分隔或装饰的一种垂直结构构件。其主要目的是为相邻的窗户玻璃提供刚性支撑。它的次要目的是为窗户开口上方的拱门或过梁提供结构支撑。

## 历史
在10世纪之前，石中梃被用于亚美尼亚、撒克逊和伊斯兰建筑。它们成为欧洲罗马式建筑中常见且时尚的建筑特色，成对的窗户被中梃隔开，位于一个拱形下方。相同的结构形式也用于开放式拱廊和窗户，并可在长廊和回廊中找到。
在哥特式建筑中，窗户变得更大，并且使用了多个中梃和开口的布置，用于结构和装饰。在石中梃之间安装了花窗玻璃的哥特式教堂中尤其如此。形式更简单的带中梃窗户被继续用于文艺复兴和各种风格。

## 设计
中梃可以由任何材料制成，但最常见的是木材和铝合金，有时窗户之间也使用玻璃。贝聿铭曾经在肯尼迪机场6号航站楼的设计中使用了全玻璃中梃，这在当时是前所未有的。
中梃是垂直的，经常与横梁混淆，横梁是水平放置的。按照美国的说法，这个词常与muntin（窗格条）混淆，后者是指将窗扇分成较小的玻璃“窗格”。

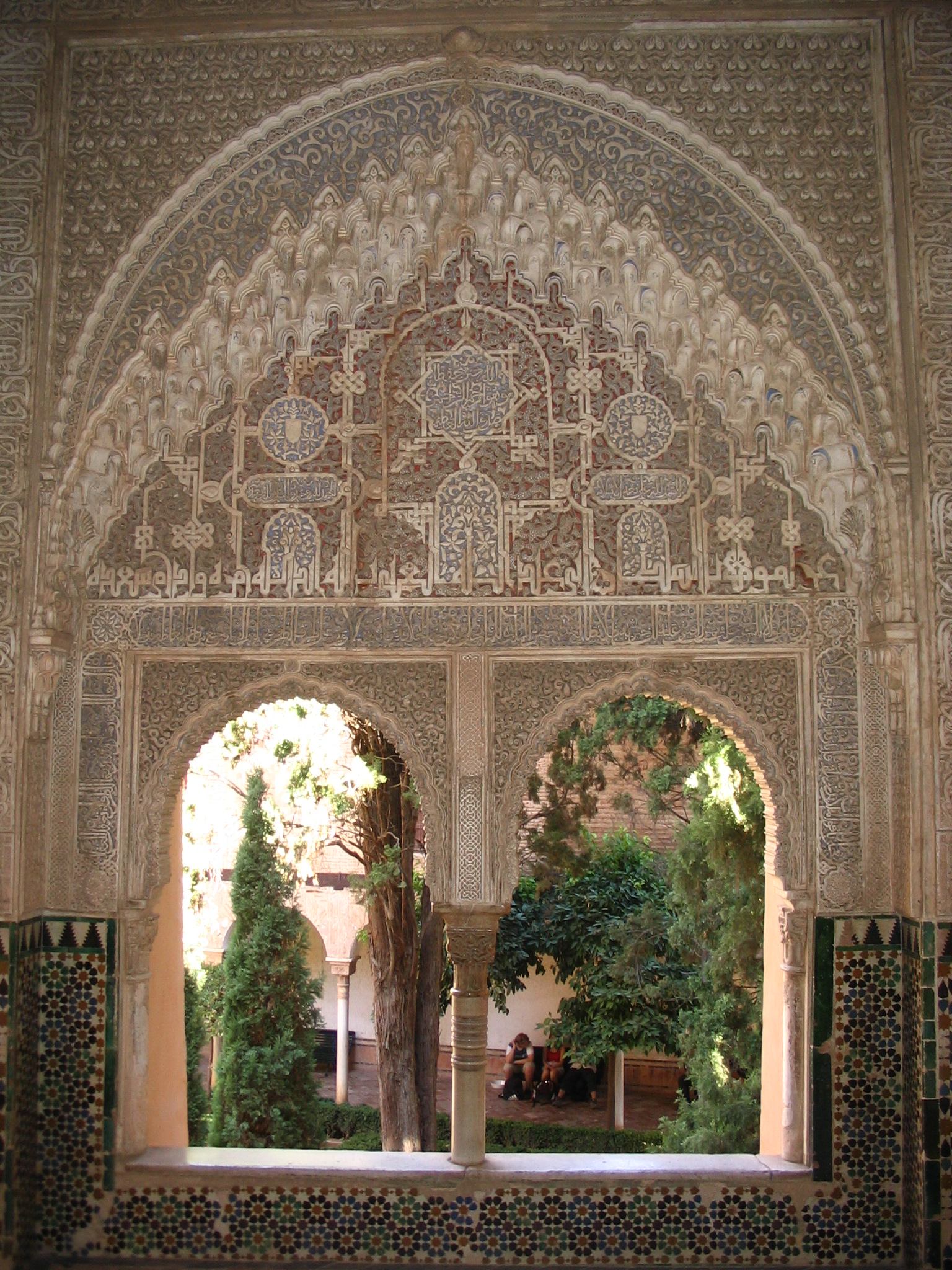
格拉纳达阿尔罕布拉宫的摩尔式中梃窗

在大多数应用中，中梃充当结构构件，将风荷载和玻璃上层的重量传递到下面的结构中。然而，在幕墙中，竖框仅支撑横梁、玻璃和任何通风口的重量。同样在幕墙的情况下，可以从上方支撑玻璃的重量（前提是结构可以承受所需的负载），这会使中梃处于拉伸状态而不是压缩状态。
如果在19世纪中叶之前设计一块非常大的玻璃区域，例如在哥特式教堂或伊丽莎白时代的宫殿中看到的大窗户中，则必须将开口划分成一个由中梃和横梁组成的框架，通常是石头的。每块玻璃、窗扇或窗扇还需要进一步细分为窗格条或铅板，因为大玻璃板主要用作镜子，用于玻璃窗或门的成本太高。
在今天的传统设计中，中梃和横梁通常与门窗结合使用，用于玻璃门廊或其他大型区域。